# Marco Petelio Libón
Marco Petelio Libón (en latín Marcus Poetelius Libo) cónsul en el año 314 a. C., con Cayo Sulpicio Longo, y magister equitum en el año siguiente, 313 a. C., del dictador Cayo Petelio Libón Visolo. En su consulado, Petelio y su colega obtuvieron una brillante victoria sobre los samnitas, cerca de Caudium, y luego procedieron a poner sitio a Benevento, pero, de acuerdo con los fastos de triunfo, Sulpicio fue el único que obtuvo el honor de un triunfo.